# Beddomeia fultoni
Beddomeia fultoni é uma espécie de gastrópode  da família Hydrobiidae.
É endémica da Austrália.